# Emarginula tuberculosa
Emarginula tuberculosa är en snäckart som beskrevs av Libassi 1859. Emarginula tuberculosa ingår i släktet Emarginula och familjen nyckelhålssnäckor. Inga underarter finns listade i Catalogue of Life.